# 法楽寺 (矢板市)
法楽寺（ほうらくじ）は、栃木県矢板市に奈良時代前期から平安時代初頭まで存在した寺。山号は与楽山。開山は行基と伝わる。

## 沿革
与楽山法楽寺は、矢板市の北、長井（大字名）の剣ヶ峰（海抜1529m）と呼ばれる山の麓の観満平（かんまんだいら）に神亀元年（724年）に行基菩薩により建立されたと伝わる。七堂伽藍を備えていたと伝わるが、土地の広さ的には到底、満足な寺を建てられるようなところではなく、奥の院程度のものがあったと考えられている。
一説では、行基は最初、山の東南麓の地域である田野原、平野、立足、長井、山田、幸岡の各々に観音寺（六観音）を建立し、ここを拠点として法楽寺を建立したとしている。これを裏付けるものとして、田野原には霊亀元年（715年）に同じく行基により建立されたと伝わる霊亀山千手院観音寺の伝承があり、これを伝える観音堂が現在も当地に残っている。
しかし、当時の剣ヶ峰を含めた高原山には山賊や盗賊が多く、それが鬼人伝説として残されているが、養老4年（720年）に藤原房前がこれらの鬼人たちを退治し、この時霊験があったため、かの地に寺を創立した方が良いとの房前の助言により、法楽寺の開山に至ったという。
寺は、延暦22年（803年）に落雷により大悲閣観音堂のみを残して焼失したが、3年後の大同元年（806年）に徳一上人により寺は移築されて寺山観音寺となり、現在に至っている。なお、法楽寺の分かれと伝わる薬師堂が同市の倉掛の地に残されている。